# Max Whitlock
Max Antony Whitlock (Hemel Hempstead, 13 gennaio 1993) è un ginnasta inglese, specializzato in cavallo con maniglie, corpo libero, sbarra e parallele simmetriche. Ha rappresentato la Gran Bretagna a tre edizioni dei Giochi olimpici estivi, vincendo sei medaglie: due bronzi (concorso a squadre e cavallo con maniglie) a Londra 2012, due ori (corpo libero e cavallo con maniglie) e un bronzo (concorso individuale) a Rio de Janeiro 2016 e un oro (cavallo con maniglie) a Tokyo 2020. È stato tre volte campione iridato nel cavallo con maniglie, guadagnando il titolo a Glasgow 2015, Montréal 2017 e Stoccarda 2019.

## Biografia
Si formò presso la Longdean School di Hemel Hempstead.
Nel luglio 2017 sposò Leah Hickton, che fu allenatrice di ginnastica artistica presso il South Essex Gymnastics Club. Con la moglie l'anno successivo fondò il Max Whitlock Gymnastics Club con sedi a Colchester e Southend.
Ebbe una figlia il 23 febbraio 2019, che chiamò Willow.
Scrisse The Whitlock Workout: Get Fit and Healthy in Minutes, pubblicato da Headline il 9 gennaio 2020.

### Carriera
Cominciò a praticare ginnastica all'età di sette anni dietro consiglio di un amico del club di nuoto. Il suo primo club fu lo Sapphire School of Gymnastics di Hemel Hempstead.
All'età di dodici anni, il suo allenatore Klemen Bedenik si trasferì in Slovenia e lui lo seguì a Maribor per continuare gli allenamenti. Tornò tre mesi dopo e si unì al South Essex Gymnastics Club di Basildon, dove è attualmente allenato da suo cognato Scott Hann. 
All'età di vent'anni rappresentò la Gran Bretagna ai Giochi olimpici estivi di Londra 2012, dove si aggiudicò il bronzo nella competizione a squadre e nel cavallo con maniglie. 
Ai mondiali di Anversa 2013 ottenne l'argento nel cavallo con maniglie. L'anno successivo ai mondiali di Nanning 2014 guadagnò l'argento nel concorso individuale.
Vinse il suo primo titolo iridato ai mondiali di Glasgow 2015 nel cavallo con maniglie. Edizione in cui ottenne anche l'argento nel concorso a squadre e nel corpo libero.
Fece la sua seconda apparizione ai Giochi a Rio de Janeiro 2016 in cui ha si laureò campione olimpico nel corpo libero e nel cavallo con maniglie. Salì sul terzo gradino del podio nel concorso individuale, dietro al giapponese Kōhei Uchimura e all'ucraino Oleh Vernjajev.
Ai mondiali di Montréal 2017 bissò l'oro nel cavallo con maniglie. Titolo che gli sfuggì ai mondiali di Doha 2018, dove si piazzò alle spalle del cinese Xiao Ruoteng. Tornò sul gradino più alto della disciplina ai mondiali di Stoccarda 2019, in cui ottenne il suo terzo titolo iridanto.
Alle Olimpiadi a Tokyo 2020 vinse l'oro nel cavallo con maniglie.

## Palmarès

### Per la Gran Bretagna
- Giochi olimpici

Londra 2012: bronzo nel concorso a squadre; bronzo nel cavallo con maniglie;
Rio de Janeiro 2016: oro nel corpo libero; oro nel cavallo con maniglie; bronzo nel concorso individuale;
Tokyo 2020: oro nel cavallo con maniglie;
- Mondiali

Anversa 2013: argento nel cavallo con maniglie;
Nanning 2014: argento nel concorso individuale;
Glasgow 2015: oro nel cavallo con maniglie; argento nel concorso a squadre; argento nel corpo libero;
Montréal 2017: oro nel cavallo con maniglie;
Doha 2018: argento nel cavallo con maniglie;
Stoccarda 2019: oro nel cavallo con maniglie;
- Europei/Europei individuali

Montpellier 2012: oro nel concorso a squadre;
Mosca 2013: oro nel corpo libero; argento nel concorso individuale; bronzo nel cavallo con maniglie;
Sofia 2014: oro nel cavallo con maniglie; argento nel concorso a squadre;
Glasgow 2018: argento nel concorso a squadre;
Stettino 2019: oro nel cavallo con maniglie;

### Per l'Inghilterra
- Giochi del Commonwealth

Delhi 2010: argento nel concorso a squadre; argento nel cavallo con maniglie; bronzo nella sbarra;
Glasgow 2014: oro nel concorso individuale; oro nella sbarra; oro nel corpo libero; argento nel cavallo con maniglie; bronzo nelle parallele simmetriche;
Gold Coast 2018: oro nel concorso a squadre; argento nel cavallo con maniglie;

## Opere
- (EN) Max Whitlock, The Whitlock Workout: Get Fit and Healthy in Minutes, Headline Home, 2020, ISBN 1472268148, ISBN-13: 978-1472268143.